# فيلكرو
فيلكرو (بالإنجليزية: Velcro)‏ هو اسم العلامة التجارية لمشبك من نوع الخطاف والحلزون، من قبل مهندس سويسري يدعى جورج دي ميسترال. وهي مختصة في صُنع لواصق فيلكرو الذي نجح في صنعها لأول مرة في عام 1948، حصل دي ميسترال على براءة اختراع الفيلكرو في عام 1955، وأعقب ذلك بعض التطويرات والتحسينات في صناعة الفيلكرو حتى تم طرحه تجارياً في أواخر خمسينيات القرن العشرين.